# Avoine (Indre i Loara)
Avoine – miejscowość i gmina we Francji, w Regionie Centralnym, w departamencie Indre i Loara.
Według danych na rok 1990 gminę zamieszkiwały 1664 osoby, a gęstość zaludnienia wynosiła 132 osoby/km² (wśród 1842 gmin Regionu Centralnego Avoine plasuje się na 241. miejscu pod względem liczby ludności, natomiast pod względem powierzchni na miejscu 1008.).